# Кудряшев, Герасим Павлович
Герасим Павлович Кудряшев (1910—1979) — старший сержант Рабоче-крестьянской Красной Армии, участник Великой Отечественной войны, Герой Советского Союза (1945).

## Биография
Герасим Кудряшев родился 14 марта 1910 года в деревне Кирсановка (ныне — Северный район Оренбургской области). После окончания Бугульминского педагогического училища работал учителем в родной деревне. В октябре 1941 года Кудряшев был призван на службу в Рабоче-крестьянскую Красную Армию. С ноября того же года — на фронтах Великой Отечественной войны. К январю 1945 года гвардии старший сержант Герасим Кудряшев командовал орудием дивизиона 23-й гвардейской мотострелковой бригады 7-го гвардейского танкового корпуса 3-й гвардейской танковой армии 1-го Украинского фронта. Отличился во время форсирования Одера.
В ночь с 22 на 23 января 1945 года расчёт Кудряшева, находясь в составе штурмовой группы, переправился через Одер в районе населённого пункта Грошовиц к югу от Ополе и принял активное участие в боях за захват и удержание плацдарма на его западном берегу. В тех боях он лично уничтожил ряд вражеских огневых точек и отразил несколько немецких контратак.
Указом Президиума Верховного Совета СССР от 10 апреля 1945 года гвардии старший сержант Герасим Кудряшев был удостоен высокого звания Героя Советского Союза с вручением ордена Ленина и медали «Золотая Звезда».
После окончания войны Кудряшев был демобилизован. Проживал и работал в Бугульме. Умер 15 июля 1979 года.
Был также награждён орденом Красной Звезды и рядом медалей.